# Østafrikansk oryx
Den østafrikanske oryx (Oryx beisa), også kaldet beisaoryx eller blot beisa, er et dyr i underfamilien hesteantiloper af skedehornede pattedyr. Der findes to underarter: Oryx beisa beisa, der lever på stepper og i halvtørre områder fra Afrikas Horn til nord for Tanafloden, og Oryx beisa callotis, der lever syd for Tana i det sydlige Kenya og dele af Tanzania. Den østafrikanske oryx er omkring 1 m høj ved skulderen og vejer omkring 79 kg. Pelsen er grå med hvid underside, adskilt fra den grå del med en markant sort stribe. Sorte striber findes også, hvor hovedet går over i halsen, langs næsen, fra øjet til munden og i panden. Manken er kort og kastanjebrun, og de ringlede horn er lange og lige. Begge køn har horn, der typisk bliver 75-80 cm lange.
De østafrikanske oryxer lever i halvørken- eller steppelandskaber, hvor de æder græs, blade, frugter og knopper. De er i stand til at øge deres kropstemperatur, så de undgår at svede alt for meget og derved tabe væske. De holder sammen i grupper på mellem 5 og 40 dyr, ofte anført af hunner, mens en stor han bevogter gruppen bagfra. Nogle ældre hanner lever alene.